# سيد لورانس
سيد لورانس (بالإنجليزية: Sid Lawrence)‏ هو لاعب كرة قدم ومدرب كرة قدم بريطاني، (ولد في ويلز في المملكة المتحدة 1909  م). لعب مع سوانزي سيتي.